# Томаш Яворський
Томаш Яворський (пол. Tomasz Jaworski; народився 3 липня 1971 у м. Зброславіце, Польща) — польський хокеїст, воротар пізніше тренер.  
Виступав за ТКХ «Торунь», КТХ «Криниця», «Полонія» (Битом), «Унія» (Освенцім), «Заглемб'є» (Сосновець).
У складі національної збірної Польщі учасник чемпіонатів світу 1993 (група B), 1994 (група B), 1995 (група B), 2000 (група B), 2001 (дивізіон I), 2002, 2003 (дивізіон I), 2004 (дивізіон I) і 2007 (дивізіон I).  У складі молодіжної збірної Польщі учасник чемпіонату світу 1991 (група B).
Чемпіон Польщі (2002, 2003, 2004).